# Nan-e berenji
Nan-e berenji (Persa: نان برنجی), también llamada shirini berenji, es una galleta de harina de arroz iraní originaria de Kermanshah. Nan-e berenji se traduce literalmente como "pan de arroz". A menudo se aromatiza con cardamomo, se adorna con semillas de amapola y se forma en discos planos. Suelen ser de color blanco, pero a veces se tiñen de amarillo.

## Siete dulces
Según la leyenda, el rey Jamshid descubrió el azúcar en el año nuevo persa, Nouruz. Por lo tanto, existe la costumbre de celebrar el Nowruz con siete comidas dulces, además de las otras 7 comidas tradicionales en el Haft-Sin. Los siete dulces son:
- noghl, almendras azucaradas
- baklava persa, pastelería de pistacho y almendra
- nan-e berenji, galletas de arroz
- nan-e badami, galletas de almendras
- nan-e nokhodchi, galletas de garbanzo
- sohan asali, almendras con miel
- nan-e gerdui, galletas de nueces